# La Nouaye
La Nouaye (en bretó Lanwaz) és un municipi francès, situat a la regió de Bretanya, al departament d'Ille i Vilaine. L'any 2006 tenia 254 habitants.

## Demografia
| 1962                                       | 1968 | 1975 | 1982 | 1990 | 1999 |
| ------------------------------------------ | ---- | ---- | ---- | ---- | ---- |
| 117                                        | 121  | 107  | 201  | 202  | 236  |
| Des de 1962: població sense dobles comptes |      |      |      |      |      |

## Administració
| Període   | Identitat       | Partit |
| --------- | --------------- | ------ |
| 1953-1977 | Henri Robert    |        |
| 1977-1987 | Guy Ménage      |        |
| 1987-     | Élisabeth Burel | PS     |